# Amtsgericht Olbernhau
Das Amtsgericht Olbernhau war ein Gericht der ordentlichen Gerichtsbarkeit und ein Amtsgericht in Sachsen mit Sitz in Olbernhau.

## Geschichte

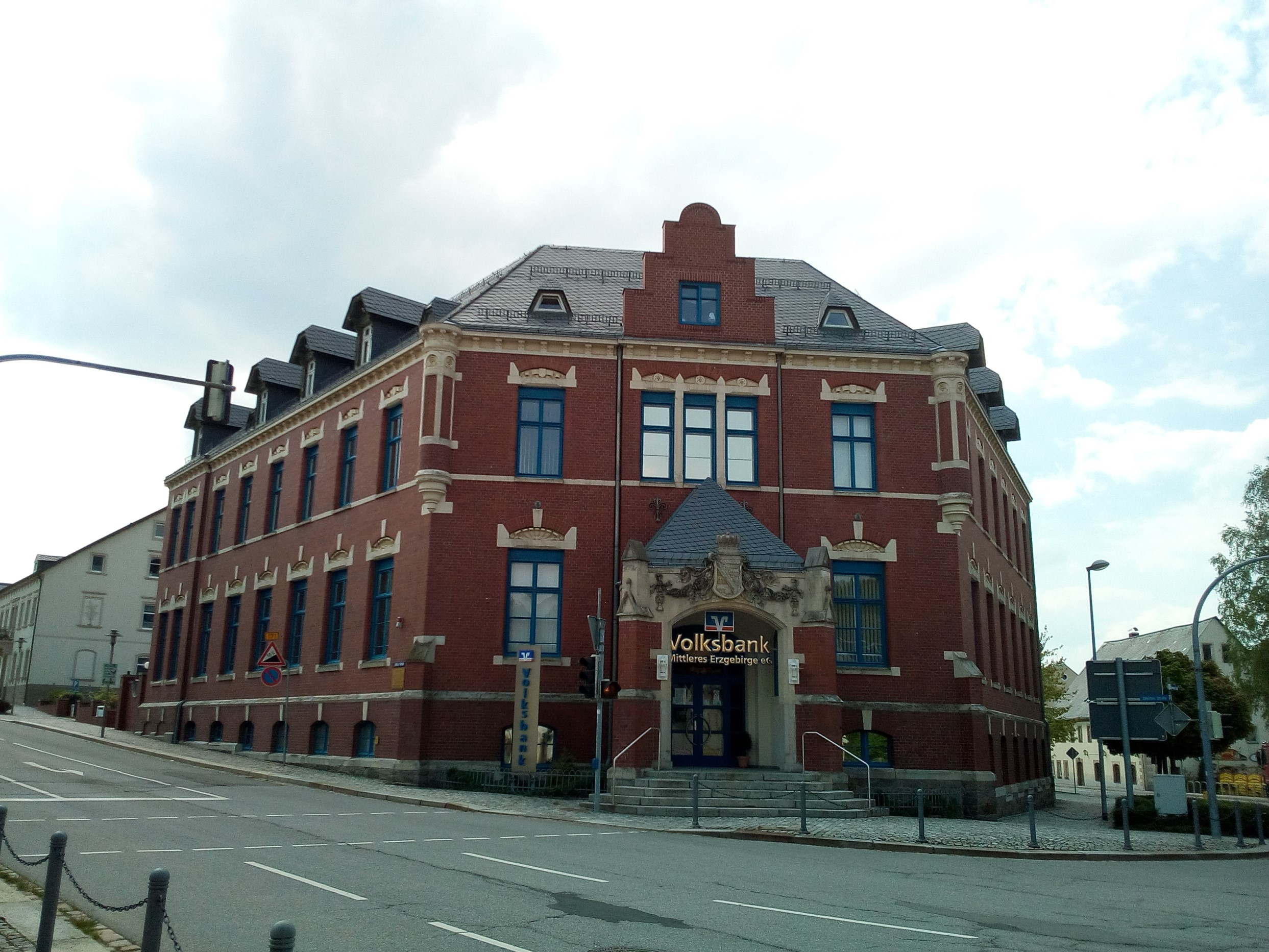
Ehemaliges Amtsgericht Olbernhau in der Zöblitzer Straße 2, heute Volksbank

Das Amtsgericht Olbernhau nahm am 1. April 1895 seinen Geschäftsbetrieb auf. Rechtsgrundlage war das Gesetz, die Errichtung eines Amtsgerichts in Olbernhau betreffend vom 1. Februar 1895 und die dazugehörige Ausführungsverordnung vom 2. Februar 1895. Der Gerichtsbezirk wurde wie folgt gebildet: 
- aus dem Amtsgerichtsbezirk Zöblitz: Olbernhau mit Leibnitzdörfel, Bauerndorf, Grünthal, Hüttenreihe, Kerbe, Pfebe, Rungstock, Pulver-, Herren-, Hütten- und Rungstockmühle, Haungut, neue Schänke, Gut Obere Stute und Haus Schanze, Blumenau, Kupferhammer-Grünthal, Rothenthal und den Olbernhauer Forstrevier
- aus dem Amtsgerichtsbezirk Sayda: Deutscheinsiedel mit Brüderwiese und Hammerwerk, Deutschneudorf mit Fuchsleithenberg, Mühlberggasse, Salzweg, Wetzelhübel und Wolfgasse, Deutschcatharienenberg, Hallbach mit Hölle und Hutha, Kleinneuschönberg, Niederneuschönberg, Niederseiffenbach mit Lässigheerd, Glöckner-, Neu- und Niederlochmühle, Seiffner Grund, Hirschberg, Oberneuschönberg mit Eisenzeche und Zechenmühle, Oberseiffenbach mit Oberlochmühle, Reukersdorf und das Hirschberger Forstrevier.

Am 13. November 1944 wurde das Amtsgericht Olbernhau zu einer Zweigstelle des Amtsgerichts Marienberg herabgestuft. Dieses wurde 1952 durch das Gesetz über die Verfassung der Gerichte der DDR (Gerichtsverfassungsgesetz) vom 2. Oktober 1952 aufgelöst.

## Gerichtsgebäude

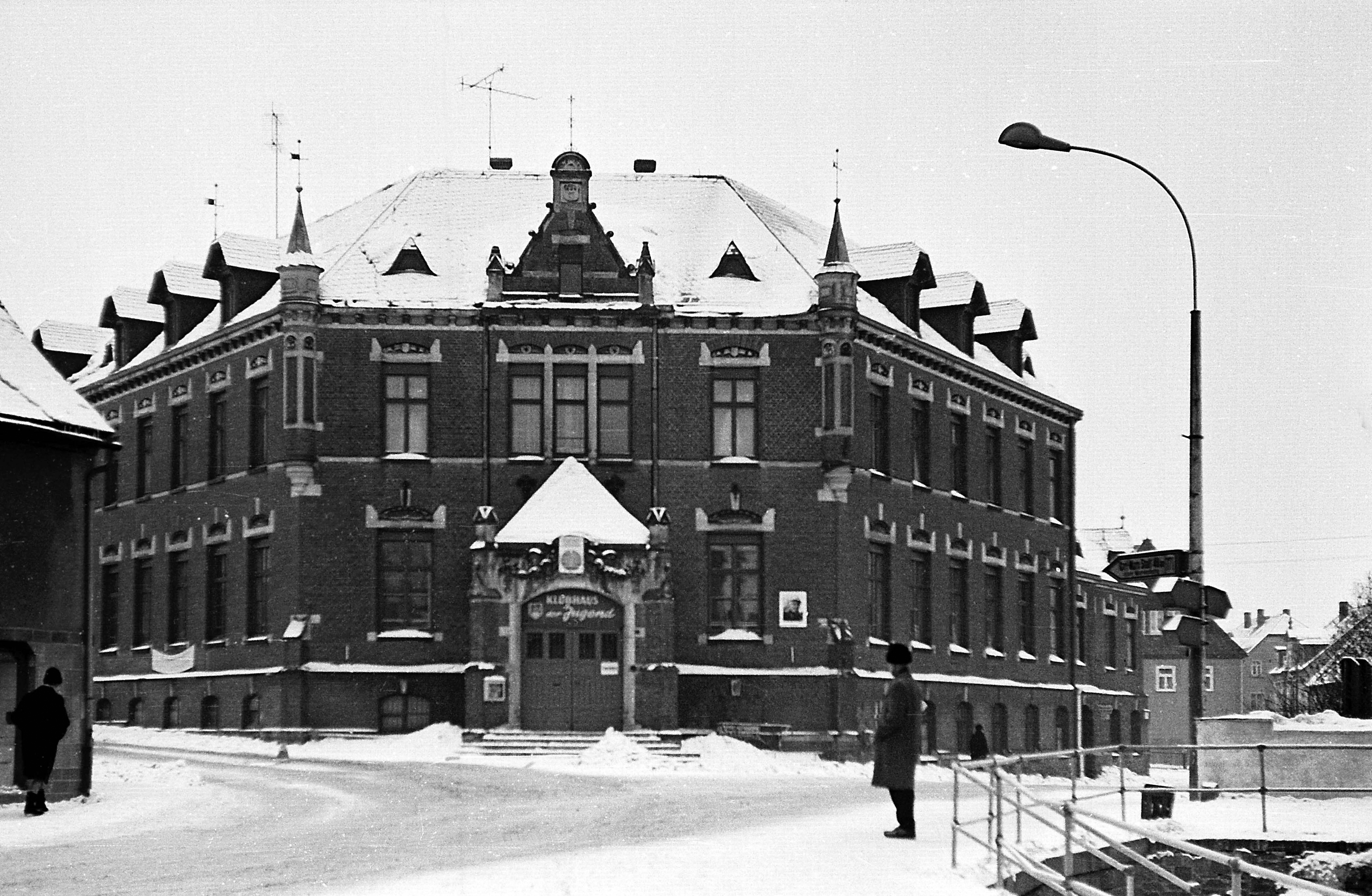
Ehemaliges Amtsgericht (Aufnahme von 1970, damals wurde es als FDJ-Jugendklubhaus genutzt)

Von 1893 bis 1895 wurde das Gerichtsgebäude (Zöblitzer Straße 2) als zweistöckiger, repräsentativer Klinkerbau erbaut. Es steht aufgrund der baugeschichtlichen, ortsgeschichtlichen und straßenbildprägenden Bedeutung unter Denkmalschutz.